# 程祁
程祁（?—?），字忠彥，浮梁（今江西景德鎮北）人。
程節之子。元豐四年（1081年）進士出身，歷任都官員外郎。紹聖三年（1096年），因父親充戶部出使江南，當時為太學博士的程祁，申請轉爲發運司幹當公事，以便陪伴父親。徽宗政和二年（1112年）知吉州。著有《程氏世譜》三十卷，今佚。事蹟可見《新安文獻志》卷八○《程待制（節）傳》附。